# Шуматовская волость
Шуматовская волость — административная единица в составе Курмышского уезда Нижегородской губернии (до 1781 года), и Ядринского Казанской губернии (1781—1913) уездов.

## История
В период вхождения волости в Курмышский уезд в по данным II ревизии 1747 г. в волости числились населённые пункты:
| Название                     | Совр. название  | Совр. расположение |
| ---------------------------- | --------------- | ------------------ |
| село Никольское Шуматова тож | Советское       | Ядринский          |
| село Воскресенское Четаи тож | Красные Четаи   | Красночетайский    |
| деревня Тенигешева           | Старые Тиньгеши | Ядринский          |
| деревня Исмендерова          | Исмендеры       | Ядринский          |
| деревня Кильдишева           | Кильдишево      | Ядринский          |
| деревня Ордашева             | Ордашево        | Ядринский          |
| деревня Янасал               | Александровское | Моргаушский        |

После 1781 года волость была передана в Ядринский уезд Казанской губернии, а часть селений в Курмышскую волость Курмышского уезда Симбирского наместничества.